# 柱形裸背電鰻
柱形裸背電鰻，為輻鰭魚綱電鰻目裸背電鰻科的其中一種，為熱帶淡水魚，分布於中美洲瓜地馬拉Motagua河流域，體長可達23.5公分，棲息在底中層水域，生活習性不明。

## 扩展阅读
維基物種上的相關：柱形裸背電鰻